# Macenta (prefectuur)
Macenta is een prefectuur in de regio Nzérékoré van Guinee. De hoofdstad is Macenta. De prefectuur heeft een oppervlakte van 8.080 km² en heeft 278.456 inwoners.
De prefectuur ligt in het zuidoosten van het land, op de grens met Liberia.

## Subprefecturen
De prefectuur is administratief verdeeld in 15 sub-prefecturen:

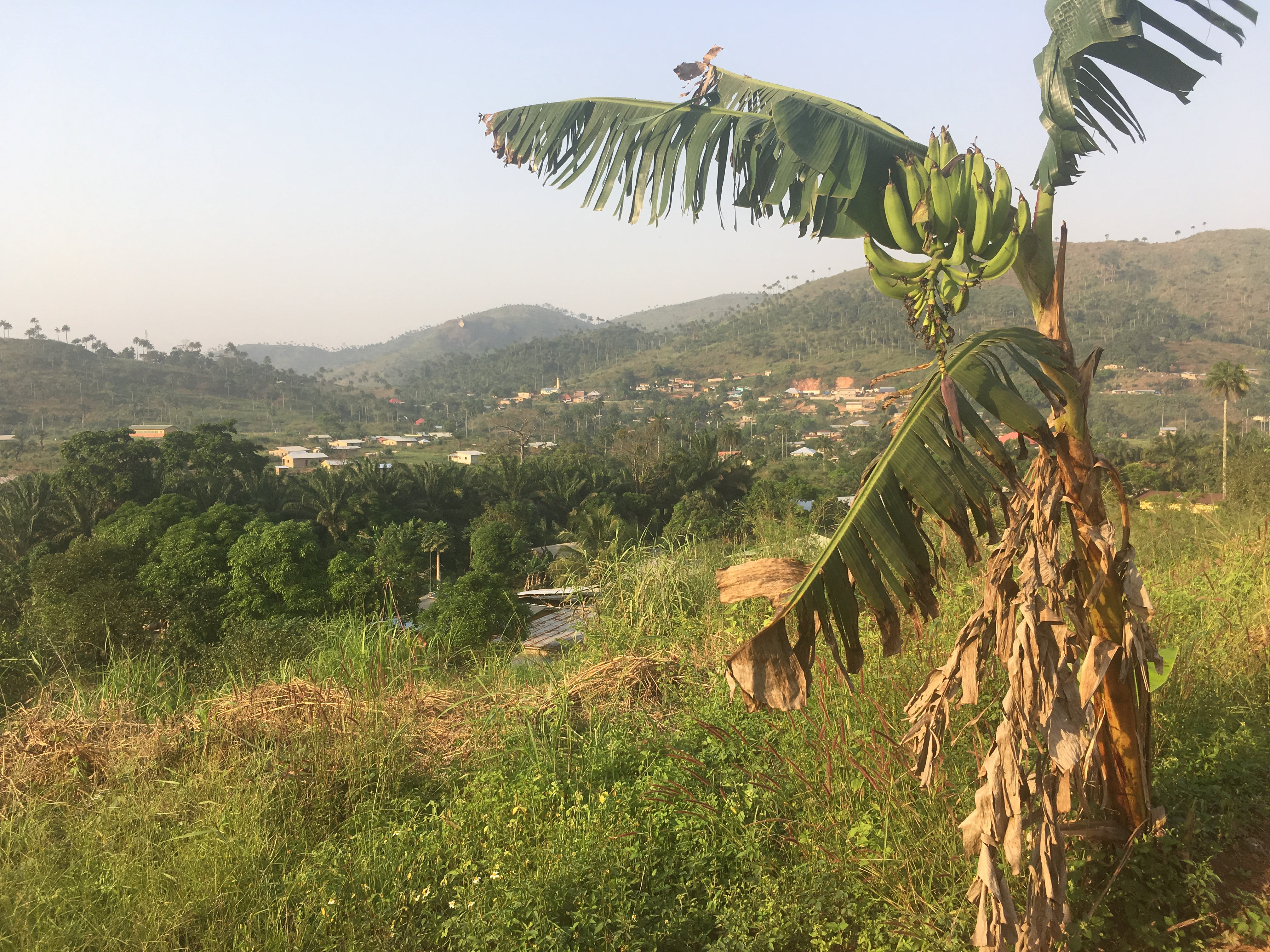
Landschap in Macenta

1. Macenta-Centre
2. Balizia
3. Binikala
4. Bofossou
5. Daro
6. Fassankoni
7. Kouankan
8. Koyamah
9. N'Zébéla
10. Ourémai
11. Panziazou
12. Sengbédou
13. Sérédou
14. Vassérédou
15. Watanka